# Ed Struijlaart
Ed Struijlaart is een Nederlandse zanger, podcastmaker en voormalig radio-diskjockey op KX Radio. Hij was van 2003 tot 2010 frontman van de 3FM Serious Talentband Stud Muffins. 
In 2010 stopte de band Stud Muffins en ging Struijlaart zich richten op zijn solocarrière. Met de hulp van muzikanten als Bertolf en Jan Peter Hoekstra voltooide hij zijn debuutalbum Head, Heart and Hands in januari 2012. Zijn debuutsingle 'Face Down' verscheen in november 2011. 
In februari 2013 maakte Struijlaart samen met het koor 'Dario Fo' een cover van Coldplay's Viva la vida bij Giel Beelen op 3FM. Hij kreeg van collega's en andere muzikanten zoveel positieve reacties dat hij de opnames bij GIEL uitbracht op single.
In 2014 verscheen zijn tweede cd, getiteld 'Closer Than Skin', met hierop de singles 'Never', 'Carry you home', 'House of Fire'  en 'Heart of Stone'. De elf liedjes op dit album zijn in London opgenomen met producer Carey Willetts van de band Athlete. In het najaar van 2014 verzorgde hij de voorprogramma's van de clubtour van BLØF, stond op het Back at Sea-festival, gevolgd door een eigen clubtour in het voorjaar van 2015.
Begin 2016 verscheen de tiende single van Struijlaart, getiteld 'Tricks up my Sleeve'. Dit is een lied dat stamt uit zijn Stud Muffins-tijd, dat in een nieuw jasje is gestoken. De drummer van John Mayer heeft de drumpartij opnieuw ingespeeld. Het nummer werd uitgeroepen tot NPO Radio 2 Top Song. Ook zijn single 'Like December' werd verkozen tot Radio 2 Top Song. Ook nam hij een single op met Lisa Lois, getiteld 'Made of Stars'. 
In 2017 schreef Struijlaart samen met Peter Slager (BLØF) de muziek voor de musical Soof. In april 2018 bracht Claudia de Breij het nummer 'Deze Armen' uit op single. Dit nummer schreven Peter, Claudia en Ed voor deze musical.
2018 is het jaar dat Struijlaart zelf weer muziek uitbracht. In januari is daar de single 'Make It On Your Own', het liedje dat hij voor zijn dochter Lizzy schreef. Dit nummer komt op de playlist van NPO Radio 1, 2 en 5.
In het najaar van 2018 bracht hij de single 'Guitar' uit, die op 28 september Topsong werd op NPO Radio 2. Deze single is verbonden met de theatertour 'Gitaarmannen, van Clapton tot Sheeran' waarmee Ed Struijlaart in oktober en november 2018 door Nederland trok. In 2019 ging deze tour in reprise met 44 shows. Ook startte Struijlaart met 'Gitaarmannen, de podcast'. Tijdens deze podcasts praat hij met bekende Nederlandse gitaristen zoals Spike, Paskal Jakobsen van BLØF en Jaap Kwakman van de 3J's, over hun leven en muziek, met de gitaar als rode draad.
In maart 2020 werd door de coronacrisis alles anders voor iedereen en valt voor veel artiesten een deel van hun activiteiten en dus inkomsten weg. Ed is dan een van de eersten die met live-sessies via internet komt: de Quarantaine Sessies, te volgen via YouTube en zijn eigen site.